# Exocentrus lusitanus
Exocentrus lusitanus là một loài bọ cánh cứng trong họ Cerambycidae.